# Kranog

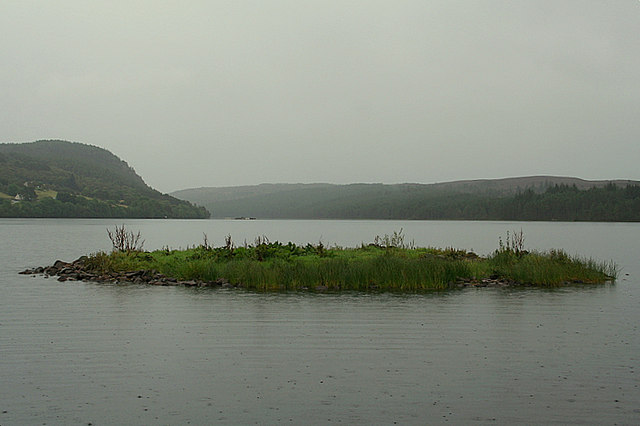
Kranog na Loch Migdale

Kranog (irl. crannóg, ang. crannog) – sztuczne wyspy budowane na jeziorach Irlandii i Szkocji.
Początkowo datowane na epokę żelaza (800–43 p.n.e.), po 2012 r. część z nich datowano na epokę neolityczną dzięki odkryciu nurka Chrisa Murraya, przesuwając ich powstanie na ok. 3600 r. p.n.e. Wyspy te były użytkowane w dwóch okresach: po początkowym okresie eksploatacji porzucono je na ok. 1500 lat, po czym powrócono do ich wykorzystywania w epoce żelaza i korzystano z nich do średniowiecza. W Irlandii zidentyfikowano ponad 2000 wysp tego typu, natomiast w Szkocji blisko 600, ale ich przeznaczenie pozostaje niejasne, chociaż na niektórych odnaleziono ślady całorocznego zasiedlenia, a na innych obrzędów kultowych. Powstawały zarówno w oparciu o naturalne skały jak i bez ich udziału, z wykorzystaniem kamieni oraz rusztowań z drewna.